# Compsibidion paulista
Compsibidion paulista là một loài bọ cánh cứng trong họ Cerambycidae.